# Осада замка Керак
Осада Кера́ка состоялась в 1183 году и состояла в безуспешной осаде армией сарацинов под командованием Салах ад-Дина крепости крестоносцев Керак.

## Предыстория
Керак был оплотом Рено де Шатийона, правителя Трансиордании, и располагался в 124 км к югу от Аммана. Крепость была построена в 1142 году Пайеном де Мильи, правителем замка Монреаль. Между христианами и сарацинами действовало перемирие, однако Рено де Шатильон без зазрения совести его неоднократно нарушал. Последней каплей стала его экспедиция вокруг Красного моря в 1183 году. Он захватил город Акаба, что дало ему базу для операций против священного города ислама — Мекки. Салах ад-Дин, лидер мусульман, не мог с этим мириться и выступил против крепости Рено де Шатильон, объявив его своим личным врагом.

## Осада
Мусульмане стремились взять Керак в течение нескольких лет, но только теперь бросили по-настоящему крупные силы против крепости. Её обстреливали одновременно 9 катапульт.
В это время внутри замка проходила свадьба. Онфруа IV де Торон, пасынок и наследник Рено де Шатийона, женился на Изабелле, сводной сестре короля Балдуина IV. По мере продолжения свадебной церемонии Салах ад-Дин велел войскам не бомбардировать покои молодоженов, но давление на Керак продолжил. Гонцам удалось бежать из города и доложить королю Балдуину IV об осаде.
Балдуин IV немедленно собрал войско и выступил к крепости в сопровождении своего регента, Раймунда III. Молодой король с детства страдал от проказы, тем не менее сам встал во главе армии, хотя большую часть пути его несли на носилках. Христианские силы прибыли в то время, когда Салах ад-Дин все ещё пытался разрушить стены Керака. Однако, опасаясь одновременного удара крестоносцев армии Балдуина IV и защитников крепости с двух сторон, он снял осаду.

## Последствия
Салах ад-Дин вновь вернулся к Кераку в 1184 году, но с тем же результатом. Керак был все-таки захвачен Саладином в 1188 году.